# قلعه سرزل
قلعه سرزل در شهرستان سرپل ذهاب، بخش مرکزی، دهستان پشت تنگ، ۴۰۰ متری جنوب روستای سرزل واقع شده و این اثر در تاریخ ۲۷ اسفند ۱۳۸۷ با شمارهٔ ثبت ۲۶۲۸۷ به‌عنوان یکی از آثار ملی ایران به ثبت رسیده است.